# Honda Accord
Honda Accord este un automobil produs și comercializat de Honda din 1976.
Din 2015, Honda nu mai vinde modelul Accord în Europa, inclusiv în România.